# Кордоба (Кордоба, Веракруз)
Кордоба (шп. Córdoba) насеље је у Мексику у савезној држави Веракруз у општини Кордоба. Насеље се налази на надморској висини од 860 м.

## Становништво
Према подацима из 2010. године у насељу је живело 140896 становника.

### Хронологија
| Година       | 2000                   | 2005                   | 2010                   |
| ------------ | ---------------------- | ---------------------- | ---------------------- |
| Становништво | 133807 (62024 / 71783) | 136237 (62842 / 73395) | 140896 (65279 / 75617) |

### Попис
| \| \| м \| \| \| ж \| \| 0—2 \| 3.295 \| \| \| 3.272 \| \| 3—5 \| 3.523 \| \| \| 3.427 \| \| 6—11 \| 7.259 \| \| \| 7.108 \| \| 12—14 \| 3.516 \| \| \| 3.395 \| \| 15—17 \| 3.728 \| \| \| 3.673 \| \| 18—24 \| 8.201 \| \| \| 9.074 \| \| 60+ \| 6.431 \| \| \| 9.466 \| \| Просек : \| 30,2 \| \| \| 32,5 \| |       |  |  |       |
| |       |  |  |       |
| | м     |  |  | ж     |
| 0—2 | 3.295 |  |  | 3.272 |
| 3—5 | 3.523 |  |  | 3.427 |
| 6—11 | 7.259 |  |  | 7.108 |
| 12—14 | 3.516 |  |  | 3.395 |
| 15—17 | 3.728 |  |  | 3.673 |
| 18—24 | 8.201 |  |  | 9.074 |
| 60+ | 6.431 |  |  | 9.466 |
| Просек : | 30,2  |  |  | 32,5  |

| #   | Индикатор                                                                                        | Вредност |
| --- | ------------------------------------------------------------------------------------------------ | -------- |
| 1   | Становништво од 0 до 2 године                                                                    | 6567     |
| 2   | Мушко становништво од 0 до 2 године                                                              | 3295     |
| 3   | Женско становништво од 0 до 2 године                                                             | 3272     |
| 4   | Становништво са 3 и више година                                                                  | 132735   |
| 5   | Мушко становништво са 3 и више година                                                            | 61193    |
| 6   | Женско становништво са 3 и више година                                                           | 71542    |
| 7   | Становништво са 5 и више година                                                                  | 128094   |
| 8   | Мушко становништво са 5 и више година                                                            | 58881    |
| 9   | Женско становништво са 5 и више година                                                           | 69213    |
| 10  | Становништво са 12 и више година                                                                 | 111418   |
| 11  | Мушко становништво са 12 и више година                                                           | 50411    |
| 12  | Женско становништво са 12 и више година                                                          | 61007    |
| 13  | Становништво са 15 и више година                                                                 | 104507   |
| 14  | Мушко становништво са 15 и више година                                                           | 46895    |
| 15  | Женско становништво са 15 и више година                                                          | 57612    |
| 16  | Становништво са 18 и више година                                                                 | 97106    |
| 17  | Мушко становништво са 18 и више година                                                           | 43167    |
| 18  | Женско становништво са 18 и више година                                                          | 53939    |
| 19  | Становништво од 3 до 5 година                                                                    | 6950     |
| 20  | Мушко становништво од 3 до 5 година                                                              | 3523     |
| 21  | Женско становништво од 3 до 5 година                                                             | 3427     |
| 22  | Становништво од 6 до 11 година                                                                   | 14367    |
| 23  | Мушко становништво од 6 до 11 година                                                             | 7259     |
| 24  | Женско становништво од 6 до 11 година                                                            | 7108     |
| 25  | Становништво од 8 до 14 година                                                                   | 16492    |
| 26  | Мушко становништво од 8 до 14 година                                                             | 8373     |
| 27  | Женско становништво од 8 до 14 година                                                            | 8119     |
| 28  | Становништво од 12 до 14 година                                                                  | 6911     |
| 29  | Мушко становништво од 12 до 14 година                                                            | 3516     |
| 30  | Женско становништво од 12 до 14 година                                                           | 3395     |
| 31  | Становништво од 15 до 17 година                                                                  | 7401     |
| 32  | Мушко становништво од 15 до 17 година                                                            | 3728     |
| 33  | Женско становништво од 15 до 17 година                                                           | 3673     |
| 34  | Становништво од 18 до 24 године                                                                  | 17275    |
| 35  | Мушко становништво од 18 до 24 године                                                            | 8201     |
| 36  | Женско становништво од 18 до 24 године                                                           | 9074     |
| 37  | Женско становништво од 15 до 49 година                                                           | 40791    |
| 38  | Становништво са 60 и више година                                                                 | 15897    |
| 39  | Мушко становништво са 60 и више година                                                           | 6431     |
| 40  | Женско становништво са 60 и више година                                                          | 9466     |
| 41  | Однос између мушкараца и жена                                                                    | 86.33    |
| 42  | Становништво од нуле до 14 година                                                                | 34795    |
| 43  | Становништво од 15 до 64 године                                                                  | 93398    |
| 44  | Становништво од 65 година и више                                                                 | 11109    |
| 45  | Просечан број деце                                                                               | 1.98     |
| 46  | Становништво рођено у ентитету                                                                   | 125758   |
| 47  | Мушко становништво рођено у ентитету                                                             | 58308    |
| 48  | Женско становништво рођено у ентитету                                                            | 67450    |
| 49  | Становништво рођено у другом ентитету                                                            | 12566    |
| 50  | Мушко становништво рођено у другом ентитету                                                      | 5712     |
| 51  | Женско становништво рођено у другом ентитету                                                     | 6854     |
| 52  | Становништво од 5 година и више резидентно у ентитету у јуну 2005. године                        | 123668   |
| 53  | Мушко становништво старосног доба од 5 година и више, резидентно у ентитету у јуну 2005. године  | 56619    |
| 54  | Женско становништво старосног доба од 5 и више година, резидентно у ентитету у јуну 2005. године | 67049    |
| 55  | Становништво од 5 година и више које је живело у другом ентитету у јуну 2005. године             | 2893     |
| 56  | Мушко становништво старије од 5 година које је живело у другом ентитету у јуну 2005. године      | 1413     |
| 57  | Женско становништво старије од 5 година које је живело у другом ентитету у јуну 2005. године     | 1480     |
| 58  | Становништво од 3 године и више које говори аутохтони језик                                      | 2209     |
| 59  | Мушко становништво старо 3 године и више које говори аутохтони језик                             | 983      |
| 60  | Женско становништво старо 3 године и више које говори аутохтони језик                            | 1226     |
| 61  | Становништво од 3 године и више које говори аутохтони језик и не говори шпански језик            | 9        |
| 62  | Мушко становништво старо 3 године и више које говори аутохтони језик и не говори шпански         | 2        |
| 63  | Женско становништво старо 3 године и више које говори аутохтони језик и не говори шпански језик  | 7        |
| 64  | Становништво старо 3 године и више које говори аутохтони језик и шпански                         | 1804     |
| 65  | Мушко становништво старо 3 године и више које говори аутохтони језик и шпански                   | 790      |
| 66  | Женско становништво старо 3 године и више које говори аутохтони језик и шпански                  | 1014     |
| 67  | Становништво од 5 година и више које говори аутохтони језик                                      | 2199     |
| 68  | Становништво од 5 година и више које говори аутохтони језик и не говори шпански језик            | 9        |
| 69  | Становништво од 5 година и више које говори аутохтони језик и говори шпански језик               | 1798     |
| 70  | Становништво у домородачким домаћинствима                                                        | 4932     |
| 71  | Становништво са ограничењима у активностима                                                      | 4876     |
| 72  | Становништво са ограниченим ходањем или кретањем, горе или доле                                  | 2466     |
| 73  | Становници са ограничењима вида, чак и уз кориштење сочива                                       | 1321     |
| 74  | Становништво са ограничењима говора, комуникације или конверзације                               | 446      |
| 75  | Становништво са ограниченим слухом                                                               | 492      |
| 76  | Становништво са ограничењима при одевању, купању или јелу                                        | 271      |
| 77  | Становништво са ограничењима у опажању или учењу једноставних ствари                             | 196      |
| 78  | Становништво са менталним ограничењима                                                           | 614      |
| 79  | Становништво без ограничења активности                                                           | 133238   |
| 80  | Становништво од 3 до 5 година које не похађа школу                                               | 3245     |
| 81  | Мушко становништво од 3 до 5 година које не похађа школу                                         | 1610     |
| 82  | Женско становништво од 3 до 5 година које не похађа школу                                        | 1635     |
| 83  | Становништво од 6 до 11 година које не похађа школу                                              | 433      |
| 84  | Мушко становништво од 6 до 11 година које не похађа школу                                        | 242      |
| 85  | Женско становништво од 6 до 11 година које не похађа школу                                       | 191      |
| 86  | Становништво од 12 до 14 година које не похађа школу                                             | 460      |
| 87  | Мушко становништво од 12 до 14 година које не похађа школу                                       | 275      |
| 88  | Женско становништво од 12 до 14 година које не похађа школу                                      | 185      |
| 89  | Становништво од 15 до 17 година похађа школу                                                     | 5516     |
| 90  | Мушко становништво од 15 до 17 година похађа школу                                               | 2700     |
| 91  | Женско становништво између 15 и 17 година живота у школи                                         | 2816     |
| 92  | Становништво од 18 до 24 године похађа школу                                                     | 6008     |
| 93  | Мушко становништво од 18 до 24 године похађа школу                                               | 2949     |
| 94  | Женско становништво од 18 до 24 године похађа школу                                              | 3059     |
| 95  | Становништво од 8 до 14 година које не може да чита и пише                                       | 392      |
| 96  | Мушко становништво старосног доба од 8 до 14 година које не може да чита и пише                  | 215      |
| 97  | Женско становништво старосног доби од 8 до 14 година које не може да чита и пише                 | 177      |
| 98  | Становништво од 15 година и више које је неписмено                                               | 4564     |
| 99  | Мушко становништво од 15 година и више које је неписмено                                         | 1420     |
| 100 | Женско становништво од 15 година и више које је неписмено                                        | 3144     |
| 101 | Становништво старо 15 и више година без школовања                                                | 5448     |
| 102 | Мушко становништво старо 15 и више година без школовања                                          | 1813     |
| 103 | Женско становништво старо 15 и више година без школовања                                         | 3635     |
| 104 | Становништво старосног доба 15 и више година са непотпуним основним образовањем                  | 10662    |
| 105 | Мушко становништво старосног доба од 15 година и више са непотпуном основним образовањем         | 4452     |
| 106 | Женско становништво старосног доба 15 и више година са непотпуном основним образовањем           | 6210     |
| 107 | Становништво старо 15 и више година са комплетним основним образовањем                           | 16679    |
| 108 | Мушко становништво старо 15 година и више са комплетним основним образовањем                     | 7354     |
| 109 | Женско становништво старо 15 и више година са комплетним основним образовањем                    | 9325     |
| 110 | Становништво старосног доба 15 и више година са непотпуним средњим образовањем                   | 5605     |
| 111 | Мушко становништво старосног доба од 15 година и више са непотпуним средњим образовањем          | 3002     |
| 112 | Женско становништво старосног доба од 15 година и више са непотпуним средњим образовањем         | 2603     |
| 113 | Становништво старо 15 и више година са пуним секундарном образовањем                             | 19160    |
| 114 | Мушко становништво старосног доба од 15 година и више са пуним секундарном образовањем           | 8908     |
| 115 | Женско становништво старосног доба од 15 година и више са пуним секундарном образовањем          | 10252    |
| 116 | Становништво старије од 18 година са постосновним образовањем                                    | 43201    |
| 117 | Мушко становништво старије од 18 година са постосновним образовањем                              | 19888    |
| 118 | Женско становништво старије од 18 година са постосновним образовањем                             | 23313    |
| 119 | Просечна оцена школовања                                                                         | 9.38     |
| 120 | Просечан ниво образовања мушке популације                                                        | 9.63     |
| 121 | Просечан ниво образовања женског становништва                                                    | 9.19     |
| 122 | Економски активно становништво                                                                   | 62456    |
| 123 | Економски активна мушка популација                                                               | 37076    |
| 124 | Економски активна женска популација                                                              | 25380    |
| 125 | Становништво које није економски активно                                                         | 48295    |
| 126 | Мушко становништво које није економски активно                                                   | 12994    |
| 127 | Женско становништво које није економски активно                                                  | 35301    |
| 128 | Запослено становништво                                                                           | 59894    |
| 129 | Запослено мушко становништво                                                                     | 35232    |
| 130 | Запослено женско становништво                                                                    | 24662    |
| 131 | Незапослена популација                                                                           | 2562     |
| 132 | Незапослена мушка популација                                                                     | 1844     |
| 133 | Незапослена женска популација                                                                    | 718      |
| 134 | Становништво без права на здравствене услуге                                                     | 54714    |
| 135 | Становништво које има право на здравствене услуге                                                | 84159    |
| 136 | Становништво које има право на ИМСС                                                              | 58448    |
| 137 | Становништво које има право на социјално осигурање                                               | 5102     |
| 138 | Становништво које има право на државно социјално осигурање                                       | 118      |
| 139 | Становништво које има право на опште осигурање или здравствено осигурање за нову генерацију      | 17649    |
| 140 | Становништво које је било једном или није било у браку током 12 година и више                    | 40558    |
| 141 | Венчано или уједињено становништво од 12 година и више                                           | 56667    |
| 142 | Становништво које је било у браку или уједињено 12 година и више                                 | 13921    |
| 143 | Становништво са католичком религијом                                                             | 121342   |
| 144 | Протестанти, еванђелисти и библијски следбеници различити од еванђелиста                         | 11836    |
| 145 | Становништво са другим религијама различитим од претходних                                       | 110      |
| 146 | Становништво без религије                                                                        | 3307     |
| 147 | Укупно пописаних домаћинства                                                                     | 38582    |
| 148 | Пописна домаћинства на челу са мушкарцима                                                        | 25455    |
| 149 | Пописна домаћинства на челу са женама                                                            | 13127    |
| 150 | Становништво у пописним домаћинствима                                                            | 139069   |
| 151 | Становништво у пописним домаћинствима на челу са мушкарцима                                      | 96309    |
| 152 | Становништво у пописним домаћинствима на челу са женама                                          | 42760    |
| 153 | Укупно домаћинстава                                                                              | 45337    |
| 154 | Укупно насељених домаћинстава                                                                    | 39105    |
| 155 | Укупно приватних кућа                                                                            | 44814    |
| 156 | Насељени приватни домови                                                                         | 38582    |
| 157 | Укупно насељених приватних кућа                                                                  | 39089    |
| 158 | Ненасељене приватне куће                                                                         | 4827     |
| 159 | Појединачна домаћинства за привремену употребу                                                   | 1405     |
| 160 | Становници у насељеним приватним кућама                                                          | 139069   |
| 161 | Насељеност станара у приватним становима                                                         | 3.6      |
| 162 | Просечно становника по соби у приватним насељеним домаћинствима                                  | 1        |
| 163 | Појединачна домаћинства са подовима од различитих материјала од земље                            | 37113    |
| 164 | Појединачна домаћинства у приземљу                                                               | 1081     |
| 165 | Појединачна домаћинства са једном спаваћом собом                                                 | 15800    |
| 166 | Појединачна домаћинства са две спаваће собе и више                                               | 22546    |
| 167 | Појединачна домаћинства са једним собом                                                          | 6506     |
| 168 | Појединачна домаћинства са две собе                                                              | 5843     |
| 169 | Појединачна домаћинства са 3 собе и више                                                         | 25926    |
| 170 | Појединачна домаћинства која имају електрично светло                                             | 38216    |
| 171 | Појединачна домаћинства која немају електрично светло                                            | 160      |
| 172 | Појединачна домаћинства која имају водоводну воду у стамбеном простору                           | 35807    |
| 173 | Појединачна домаћинства која немају водоводну воду у стамбеном простору                          | 2478     |
| 174 | Појединачна домаћинства која имају тоалет                                                        | 38133    |
| 175 | Појединачна домаћинства која имају канализацију                                                  | 38099    |
| 176 | Појединачна домаћинства која немају канализацију                                                 | 175      |
| 177 | Појединачна домаћинства која имају електрично светло, довод воде из јавне мреже и канализацију   | 35553    |
| 178 | Појединачна домаћинства без икаквих услова                                                       | 401      |
| 179 | Појединачна домаћинства која имају радио                                                         | 31504    |
| 180 | Појединачна домаћинства која имају телевизор                                                     | 37054    |
| 181 | Појединачна домаћинства која имају фрижидер                                                      | 32848    |
| 182 | Појединачна домаћинства која имају машину за веш                                                 | 23690    |
| 183 | Појединачна домаћинства која имају аутомобил или комби                                           | 12433    |
| 184 | Појединачна домаћинства која имају рачунар                                                       | 12184    |
| 185 | Појединачна домаћинства која имају фиксну телефонску линију                                      | 17031    |
| 186 | Појединачна домаћинства која имају мобилни телефон                                               | 28301    |
| 187 | Појединачна домаћинства која имају приступ интернету                                             | 8980     |
| 188 | Величина локације                                                                                | 11       |